# Язон (бриг, 1850)
«Язон» — бриг Черноморского флота Российской империи, участник Крымской войны. Находился в составе флота с 1850 по 1855 год, во время несения службы совершал плавания в Чёрном и Средиземном морях, во время войны использовался в качестве разведывательного и посыльного судна, входил в состав эскадры защиты Севастопольского рейда при обороне Севастополя, а во время оставления города гарнизоном был затоплен вместе с другими судами.

## Описание судна
Парусный бриг с деревянным корпусом, длина судна составляла 31,7 метра, а ширина — 9,3 метра. Артиллерийское вооружение брига по сведения из различных источников состояло от 12 до 14 орудий, включавших двенадцать 184 фунтовых пушко-карронад и две 3-фунтовые пушки.

## История службы
Бриг «Язон» был заложен 28 января (9 февраля) 1847 года на стапеле Севастопольского адмиралтейства и после спуска на воду 20 октября (1 ноября) 1850 года вошёл в состав Черноморского флота России. Строительство брига вёл кораблестроитель прапорщик Редькин.
В 1851 году бриг перешёл из Одессы в Константинополь и далее в Средиземное и Адриатическое моря. После чего в кампании 1851 и 1852 годов находился в Греческом архипелаге в распоряжении русского посланника в Греции. В конце 1852 года вернулся в Одессу.
20 мая (1 июня) 1853 года ходил к проливу Босфор для наблюдения за действиями турецкого флота. С 10 (22) по 19 (31) августа использовался для перевозки войск из Севастополя в Одессу.
Принимал участие в Крымской войне. 11 (23) октября 1853 года вышел из Севастополя в составе эскадры под общим командованием вице-адмирала П. С. Нахимова, которая направлялась в крейсерское плавание вдоль анатолийского побережья Чёрного моря. 6 (18) ноября отделился от эскадры и в составе отряда контр-адмирала Ф. М. Новосильского 11 (23) ноября пришёл в Севастополь.
С февраля 1854 года бриг был включён в состав эскадры защиты Севастопольского рейда. 8 (20) сентября 1854 года экипаж брига принимал участие в сражении на Альме. При оставлении города гарнизоном 27 августа (8 сентября) 1855 года был затоплен в бухте.
Во время расчистки Севастопольской бухты после войны 14 (26) мая 1857 года бриг был поднят со дна и по одним данным был вновь введен в состав флота, по другим разобран.

## Командиры брига
Командирами брига «Язон» в составе Российского императорского флота в разное время служили:
- капитан-лейтенант С. С. Лесовский (1851—1852 годы)[8];
- капитан-лейтенант Н. Ф. Юрьев (1853 год)[9];
- капитан-лейтенант князь В. В. Ширинский-Шихматов (1854 год)[6].

### Комментарии
1. ↑  104 фута[1].
2. ↑  30 футов 6 дюймов[1].